# Tanystylum rehderi
Tanystylum rehderi är en havsspindelart som beskrevs av Child, C.A. 1970. Tanystylum rehderi ingår i släktet Tanystylum och familjen Ammotheidae. Inga underarter finns listade i Catalogue of Life.